# 나쓰이촌 (후쿠시마현 다무라군)
나쓰이촌(夏井村)은 후쿠시마현 다무라군에 일찍이 존재했던 촌이다.

## 역사
- 1889년 4월 1일 - 정촌제 시행에 의해 기타타하라이촌, 미나미타하라이촌,시오니오촌,가미하테시와촌,와나타촌, 유자와촌이 합병해 다무라군 나쓰이촌이 성립하였다.
- 1955년 2월 1일 - 오노니정, 나쓰이촌과 함께 합병해 오노정이 성립하여, 동일 이토요촌이 소멸하였다.

## 오아자
- 기타타하라이（北田原井）
- 미나미타하라이（南田原井）
- 시오니와（塩庭）
- 가미하테시와촌（上羽出庭）
- 와나타（和名田）
- 유자와（湯沢）

## 인구
- 1889년 1,699
- 1920년 3,009
- 1947년 4,131

## 교통

### 철도
- 일본국유철도 (→동일본 여객철도)
  - 반에쓰토 선